# Temelucha flaviceps
Temelucha flaviceps là một loài tò vò trong họ Ichneumonidae.